# Bonte parkiet
De bonte parkiet (Pyrrhura picta) is een vogel uit de familie Psittacidae (papegaaien van Afrika en de Nieuwe Wereld). Over de verdeling in soorten en ondersoorten van dit taxon is geen consensus.

## Verspreiding en leefgebied
Deze soort komt voor van zuidoostelijk Panama tot het Amazonebekken en telt vier ondersoorten:
- Pyrrhura picta eisenmanni: Azuero (centraal Panama). Door BirdLife International als aparte soort beschouwd met vermelding kwetsbaar op de Rode Lijst van de IUCN.
- Pyrrhura picta subandina: Rio Sinú Valley en noordwestelijk Colombia. Als aparte soort beschouwd met vermelding ernstig  bedreigd op de rode lijst.
- Pyrrhura picta caeruleiceps: ten oosten van Auguachica, Cesar en ten noorden van Santander en in de Sierra de Perijá (noord-Colombia) tot noordwestelijk Venezuela). Als aparte soort beschouwd met vermelding bedreigd op de rode lijst.
- Pyrrhura picta picta: Venezuela, de Guiana's en noordelijk Brazilië (niet bedreigde soort).

## Status
De nominaat P. p. pica is een niet bedreigde soort. De andere ondersoorten worden door BirdLife International als aparte soorten beschouwd met eigen vermelding op de Rode Lijst van de IUCN).